# Alapankvara
Alapankvara (en georgiano: ალაფანკვარა; en abjasio: Алаԥанкәара) es una aldea que pertenece a la parcialmente reconocida República de Abjasia, dentro del distrito de Ochamchire, aunque de iure es parte del municipio de Ochamchire de la República Autónoma de Abjasia de Georgia.

## Geografía
Alapankvara se encuentra en el curso superior del río Toumish, a 27 km de Ochamchire. Las aldea se administra desde el pueblo de Somjuri Atara.  